# Girolamo de Terminis
Girolamo de Terminis (falecido no dia 27 de outubro de 1561) foi um prelado católico romano que serviu como bispo de Mazara del Vallo (1543–1561).

## Biografia
No dia 6 de agosto de 1543, Girolamo de Terminis foi nomeado pelo Papa Paulo III como Bispo de Mazara del Vallo. Serviu como Bispo de Mazara del Vallo até à sua morte a 27 de outubro de 1561.
Enquanto bispo, foi o consagrador principal de Bartolomé Sebastián de Aroitia, bispo de Patti, e Francisco Orozco de Arce, arcebispo de Palermo.